# Пороги (Челябинская область)
Поро́ги — посёлок в Саткинском районе Челябинской области. Входит в состав Романовского сельского поселения.

## География
Посёлок находится рядом с ГЭС «Пороги» на реке Большая Сатка, на расстоянии 25 км к северо-востоку от города Сатка, административного центра района. Частично грунтовая дорога.  
Посёлок находится в горной местности, к западу — хребет Чулков, к северо-востоку — хребет Уары, в 2 км к востоку — хребет Башукты.  
На территории отсутствует сотовая связь.  (около посёлка слабый сигнал от Мегафона)

### Часовой пояс
Посёлок Пороги, как и вся Челябинская область, находится в часовой зоне МСК+2. Смещение применяемого времени относительно UTC составляет +5:00.

## История
Основан в 1908 году в связи со строительством завода ферросплавов, развивался параллельно с предприятием. До 1917 — входил в Саткинскую волость Златоустовского уезда Уфимской губернии. В 1920-е — в составе Бердяушского сельсовета Саткинского района (Златоустовский округ Уральской области). 

## Население
| 2002 | 2010 |
| ---- | ---- |
| 28   | ↘12  |

Численность населения:
- 1917 — 244 чел.,
- 1926 — 312 чел.,
- 1959 — 238 чел.,
- 1970 — 130 чел.,
- 1983 — 60 чел.,
- 1995 — 23 чел.,

### Национальный состав
По данным Всероссийской переписи, в 2010 году численность населения посёлка составляла 12 человек (7 мужчин и 5 женщин).

## Улицы и инфраструктура
В селе имеются две улицы: Луговая и Порожская.  На территории посёлка находиться тур база, до 2024 года работала гостиница «Пороги» (ЗАО).

## Смотрите также
- Пороги — электростанция на реке Большая Сатка.
- Пороги — завод по производству ферросплавов в Челябинской области.